# Springfield (Minnesota)
Springfield é uma cidade localizada no estado americano de Minnesota, no Condado de Brown.

## Demografia
Segundo o censo americano de 2000, a sua população era de 2215 habitantes.
Em 2006, foi estimada uma população de 2137, um decréscimo de 78 (-3.5%).

## Geografia
De acordo com o United States Census Bureau tem uma área de
4,7 km², dos quais 4,7 km² cobertos por terra e 0,0 km² cobertos por água. Springfield localiza-se a aproximadamente 311 m acima do nível do mar.

## Localidades na vizinhança
O diagrama seguinte representa as localidades num raio de 20 km ao redor de Springfield.